# Хаменгкубувоно VIII
Хаменгкубувоно VIII или Хаменгкубувана VIII, (индон. Hamengkubuwono VIII, Hamengkubuwana VIII) (3 марта 1880, Джокьякарта — 22 октября 1939, Джокьякарта) — восьмой султан Джокьякарты. Правил с 8 февраля 1921 по 1939 год.

## Биография
При рождении получил имя Густи Раден Мас Суджади. Полное имя — Далам Синехоен Канженг Шри Султан Хаменгкубувана VIII Сенапати Алага Нга Абу-л-Рахман Сайид ад-дин Панатагама Халифатулла Юмененг Капинг, султан Джокьякарты. Дословно «Хаменгкубувана» означает «Тот, кто несёт вселенную на коленях».
Как и другие яванские правители, во власть также был ограничен договорами и административными соглашениями с Нидерландами.
Был одним сторонников исламизации страны, провёл ряд реформ в сельском хозяйстве.
Скончался в поезде по дороге домой из Джакарты.

## Внешняя политика
Имел несколько наград таких стран, как Нидерланды, Франция, Бельгия, Швеция, Вьетанам, Камбоджа, Лаос, Сиам, Бенин.

## Личная жизнь
Имел 8 жён, 24 сыновей и 17 дочерей.